# Faksymile

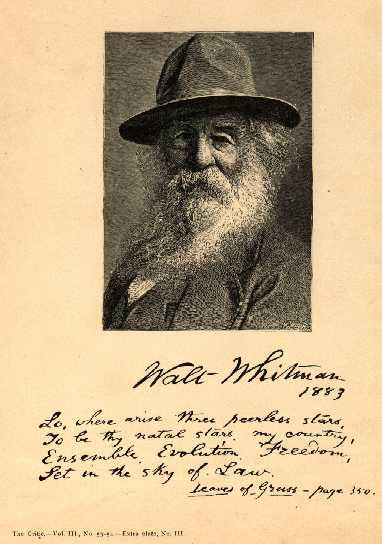
Walt Whitman: faksymile jego podpisu i tekstu odręcznego

Faksymile, rzadziej facsimile (fr. fac-similé, a to z łac. fac simile, dosł. „czyń podobnie”), lm. faksymilia – dokładna kopia (reprodukcja) dokumentu, rysunku lub podpisu, wykonana sposobem mechanicznym, chemicznym bądź ręcznie.

## Faksymile jako kopia

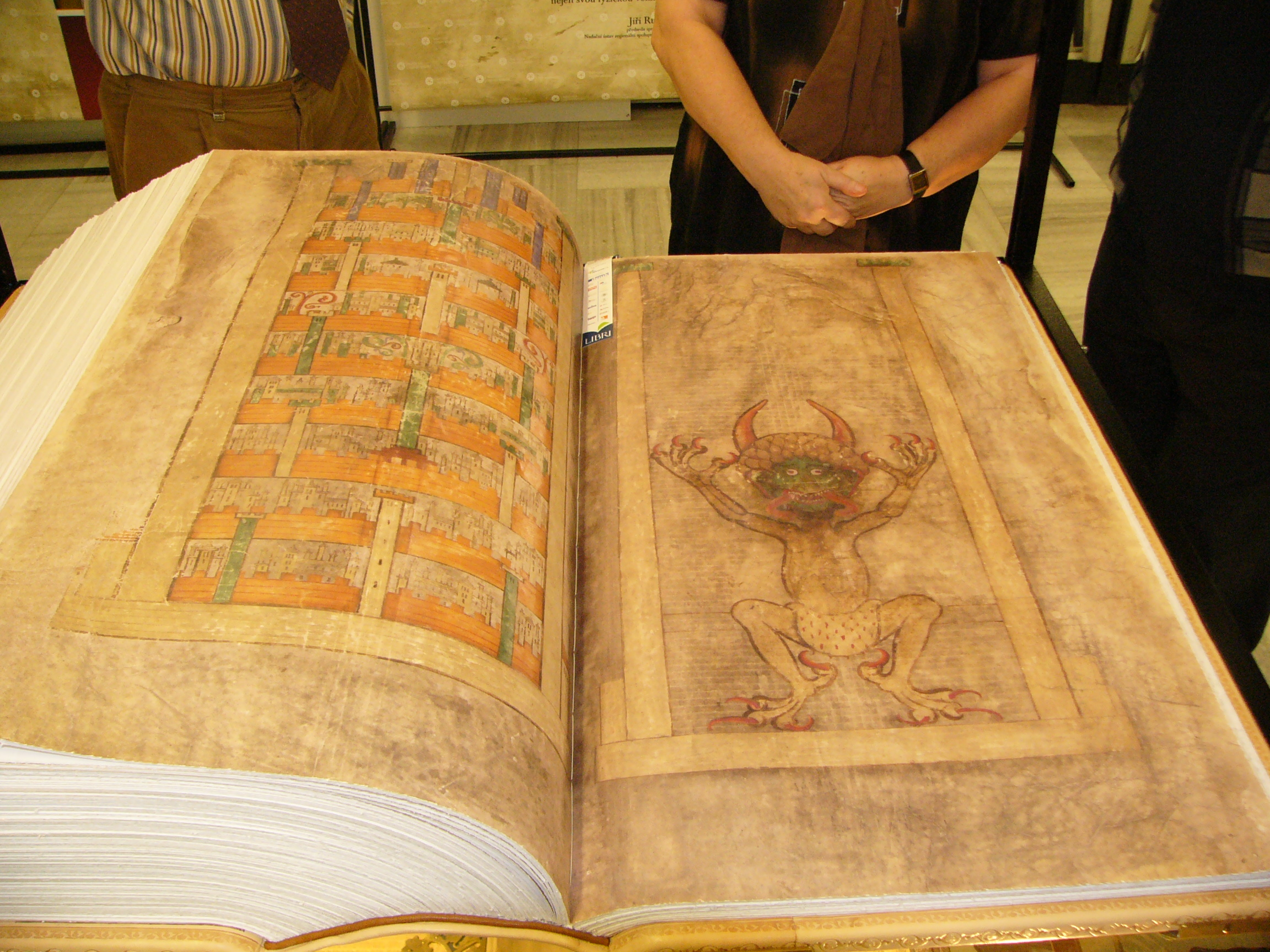
Faksymile Kodeksu Gigas w skali 1:1

Faksymile dokumentu (rękopiśmiennego lub drukowanego), rysunku lub podpisu znanej osoby to dokładna jego podobizna, wykonana ręcznie, techniką drukarską lub fotograficzną.
Technika ta współcześnie stosowana jest głównie do rękopisów, inkunabułów i rzadkich, bogato zdobionych wydawnictw.

## Faksymile jako podpis
Termin „faksymile” oznacza także pieczęć zastępującą odręczny podpis osoby sprawującej wysoką funkcję bądź też odcisk takiej pieczęci na dokumencie. Używana jest ona często w jednostkach szkół wyższych wydających dokumenty w imieniu rektora lub dziekana, jak i w urzędach państwowych wydających dokumenty w imieniu wysokich urzędników państwowych (prezydenta, premiera, ministra, ambasadora itp.).
Służy ona głównie do sygnowania codziennej poczty, czyli pism przychodzących do jakiegoś urzędu, podczas cedowania ich, czyli przekazywania do załatwienia przez poszczególne referaty lub jednostki. W praktyce oznacza to sygnowanie przez pracowników biur na przykład w ministerstwach mało istotnych pism w zastępstwie zwierzchnika. 
Faksymiliami były także podpisywane na przykład indeksy szkół wyższych. Rektor nie byłby w stanie własnoręcznie podpisać często kilkudziesięciu tysięcy takich dokumentów. Obecnie stosowane są indeksy elektroniczne.
Odcisk faksymile dopuszczony jest przez Kodeks cywilny w odniesieniu do dokumentów na okaziciela, a przez Kodeks spółek handlowych – w odniesieniu do akcji.
Terminem faksymile określa się także podobiznę czytelnego, odręcznego podpisu, umieszczoną na awersie dowodu osobistego.